# جنگ داخلی کاستیا
جنگ داخلی کاستیا جنگ جانشینی بر سر تاج کاستیا بود که از سال ۱۳۵۱ تا ۱۳۶۹ ادامه یافت. این درگیری پس از مرگ آلفونسو یازدهم پادشاه کاستیا در مارس ۱۳۵۰ آغاز شد. این جنگ بخشی از درگیری بزرگتری شد که در آن زمان بین پادشاهی انگلستان و پادشاهی فرانسه در جریان بود: جنگ صدساله. این جنگ عمدتاً در کاستیل و آب‌های ساحلی آن بین نیروهای محلی و متحدان پادشاه حاکم، پیتر، و برادر نامشروعش هنری تراستامارا بر سر حق تاج‌گذاری برگزار شد.

## علل
پدرو توسط حامیانش "عادل" و توسط مخالفانش "بیرحم" خوانده می‌شد. برای درجات بالاتر اشراف، او یک ظالم بود و اراده سلطنتی را بر مردان آزاد تا آن زمان تحمیل می‌کرد. او قدرت سلطنتی را بسیار گسترش داده بود و وارد جنگی با تاج آراگون (به نام " جنگ دو پیتر ") شده بود.
برادر نامشروع او هنری به سرعت حمایت نه تنها اشراف بالا، بلکه فرانسه، آراگون و پاپ را به دست آورد. در سال ۱۳۶۶، او رسماً برادرش را از عنوان پادشاه کاستیل، لئون، تولدو و سویل خلع کرد و خود را در صومعه لاس هوئلگاس به عنوان پادشاه معرفی کرد.

## جنگ
در سال ۱۳۶۶، هانری، که در آن زمان در فرانسه زندگی می‌کرد، ارتش بزرگی را به صورت ترکیبی از نیروهای فرانسوی و آراگونی در مونپلیه گرد آورد و با حمایت پادشاهان فرانسه و آراگون (به ترتیب شارل پنجم و پدروی چهارم) به کاستیل حمله کرد. او با موفقیت برادرش پدرو را مجبور به فرار کرد.
پدرو به بایون، شهری در گاسکونی تحت کنترل انگلیسی‌ها گریخت. او در آنجا از ادوارد، شاهزاده سیاه، درخواست کمک کرد و در ازای زمین‌هایی در کاستیل، آن را دریافت کرد. با سربازان انگلیسی به رهبری شاهزاده، او به کاستیل بازگشت و در سال ۱۳۶۷ قدرت سلطنتی خود را مجدداً تقویت کرد و هنری را مجبور کرد که پس از نبرد موفق ناجرا (ناوارت) به فرانسه بازگردد. با این حال، او از برقراری روابط خود با انگلیسی‌ها امتناع کرد و متحدانش، از جمله خود شاهزاده ولز، به زودی آنجا را ترک کردند. در سال ۱۳۶۸، هانری و شارل از فرانسه معاهده تولدو را امضا کردند که به موجب آن کاستیلی‌ها ناوگانی را در خلیج بیسکای به فرانسوی‌ها در ازای کمک نظامی در زمین قرض دادند.
هنری وارد گالیسیا شد، چند شهر را گرفت و سپس شهر لئون را در آوریل گرفت. پس از این، کل استان گالیسیا تحت تصرف هانری درآمد. او در سال ۱۳۶۹ دوباره وارد کاستیل شد و پدرو را پس از نبرد کامپو دو مونتیل به قتل رساند و با عنوان انریکه دوم پادشاه کاستیا شد و بلافاصله با برکناری یهودیان از مقامات عالی، حکومت خود را مستحکم کرد. کاستیا، در این زمان، متحد سرسخت فرانسوی‌ها در جنگ‌های جاری آنها شد.